# Actio depensi
Die actio depensi war eine Klageart aus dem altzivilen römischen Obligationenrecht. Sie ergänzte den Rückgriffsanspruch des Bürgen auf den Hauptschuldner (vgl.: Bürgschaftsdurchgriff) dort, wo dem Hauptschuldner eine zusätzliche Bußleistung drohte, weil er den Bürgen nicht innerhalb angemessener Frist von der Verpflichtung freigestellt hatte.
Im Wege der actio mandati contraria konnte jeder in Anspruch genommene Bürge vom Hauptschuldner Erstattung seiner Zahlung verlangen. Der hochklassische Jurist Gaius berichtet, dass der Hauptschuldner im Rahmen der actio depensi zusätzlich das Doppelte des „zugewogenen Geldes“ an den Bürgen zurückzuerstatten hatte, wenn dieser vom Gläubiger des Hauptschuldners in Anspruch genommen worden war und den Bürgen nicht binnen von sechs Monaten befriedigt hatte (Gaius, Institutiones 3, 127). Der Rückgriff über die actio depensi forderte, in gleicher Höhe wie die Schuld selbst, eine zusätzliche Bußleistung. Die Übernahme einer Bürgschaft galt in Rom als reiner Freundschafts- und Treuedienst. Als treuwidrig galt es, wenn der Hauptschuldner die Inanspruchnahme des Bürgen zuließ und ihn nicht umgehend wieder freistellte (solutio per aes et libram).